# Alessandra Orselli
Alessandra Orselli (ur. 23 marca 1950 we Florencji) – włoska lekkoatletka, sprinterka, olimpijka.

## Kariera sportowa
Odpadła w  eliminacjach sztafety 4 × 100 metrów letniej uniwersjadzie w 1970 w Turynie, na mistrzostwach Europy w 1971 w Helsinkach i na igrzyskach olimpijskich w 1972 w Monachium. Na letniej uniwersjadzie w 1975 w Rzymie odpadła w eliminacjach biegu na 200  metrów.
Była halową mistrzynią Włoch w biegu na 200 metrów w 1971 oraz w biegu na 400 metrów w 1972 i 1975.
Cztery razy poprawiała rekord Włoch w sztafecie 4 × 100 metrów, doprowadzając go do wyniku 44,6 s, uzyskanego 9 września 1972 w Monachium. Dwukrotnie była rekordzistką swego kraju w sztafecie 4 × 400 metrów, do czasu 3:38,4 (2 lipca 1972 we Florencji).
Jej rekord życiowy w biegu na 100 metrów wynosił 11,7 s (1974).